# Comuna Kameanska Sloboda, Novhorod-Siverskîi
Kameanska Sloboda (în ucraineană Кам'янська Слобода) este o comună în raionul Novhorod-Siverskîi, regiunea Cernihiv, Ucraina, formată din satele Kameanska Sloboda (reședința) și Kamin.

## Demografie
Componența lingvistică a comunei Kameanska Sloboda
     Rusă (63,99%)
     Ucraineană (35,86%)
Conform recensământului din 2001, majoritatea populației comunei Kameanska Sloboda era vorbitoare de rusă (63,99%), existând în minoritate și vorbitori de ucraineană (35,86%).